# Felix Heinrich Schoeller

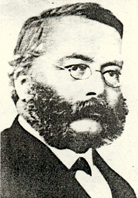
Felix Heinrich Schoeller

Felix Heinrich Schoeller (* 8. Oktober 1821 in Düren; † 25. Februar 1893 ebenda) war ein deutscher Papierfabrikant und Gründungsmitglied der Dürener Eisenbahn AG.

## Leben und Wirken
Der Sohn des Dürener Papierfabrikanten Heinrich August Schoeller (1788–1863) und der Catharina Anna Lynen (1799–1872) durchlief im väterlichen Betrieb auf Schoellershammer ebenfalls eine Ausbildung zum Papierfabrikanten. Nachdem er ausreichende praktische Erfahrung gesammelt hatte, strebte er eine Unabhängigkeit vom heimischen Unternehmen an und erwarb deshalb 1856 die bei Birkesdorf gelegene Walzmühle, die bis dahin von der Familie Hoesch betrieben worden war. Er beantragte die Umwandlung in eine Papierfabrik und erhielt die entsprechende Konzession zur Produktion von Feinpapier mit Wirkung zum 30. Oktober 1857. Zehn Jahre später erweiterte Schoeller sein Unternehmen um eine Strohzellstofffabrik.
Auf Grund stetig steigender Nachfrage sah sich Schoeller bald nach neuen Standorten um. So übernahm er 1871 mit seinem langjährigen Mitarbeiter Theodor Bausch die Papiermühle W. A. Markurth in Neu Kaliß in Mecklenburg. Sie ließen diese jetzt als Felix Schoeller & Bausch registrieren, welches auch die erste Fabrik in Mecklenburg wurde, die Papier maschinell erzeugte. Bereits 1879 zog sich Schoeller aus dem Unternehmen zurück, Theodor Bausch und seine Söhne wurden Alleingesellschafter. Felix Schoellers Sohn Felix Hermann Maria Schoeller (1855–1907) blieb in Neu Kaliß und diente dem Unternehmen noch für einige Jahre als Technischer Leiter. Nach dem Zweiten Weltkrieg wurde Felix Schoeller & Bausch im Rahmen von Reparationsleistungen durch die sowjetische Besatzungsmacht demontiert.
Im Jahre 1880 gründete Felix Heinrich mit zwei anderen Söhnen, Guido (1850–1898) und Heinrich (1851–1924), die Papierfabrik Felix Schoeller & Söhne in Offingen an der Donau und nur ein Jahr später zusammen mit Georg Schultz die Zellulosefabrik Schultz & Co in Gernsbach. Während die Fabrik in Offingen nur kurz bis nach der Jahrhundertwende bestand, wurde das Werk in Gernsbach nach Umstellung der Produktion und durch Mitwirkung der Familie Hoesch im Jahre 1905 in Seiden- und Zigarettenpapierfabrik Schoeller & Hoesch GmbH umbenannt und 1998 durch den amerikanischen Hersteller Glatfelter GmbH & Co KG übernommen.
Zwischenzeitlich übergab Felix Heinrich Schoeller seinem Sohn Felix Hermann Maria seine Strohzellstofffabrik, nachdem dieser aus Neu Kaliß auf Grund von Unstimmigkeiten mit der Familie Bausch nach Düren zurückgekehrt war. Sie wurde daraufhin zu Zellstofffabrik Hermann Maria Schoeller & Co. umfirmiert und im Jahre 1886 mit der Papierfabrik Felix Heinrich Schoeller zu einer Offenen Handelsgesellschaft (OHG) zusammengelegt und umgewandelt.
Felix Heinrich Schoeller, mittlerweile zum Königlichen Kommerzienrat ernannt, erreichte mit seinem Unternehmen auf der Weltausstellung 1873 in Wien ein Ehrendiplom und auf der Weltausstellung 1880 in Melbourne/Australien einen Ersten Preis für seine Produkte: Schreib- und Zeichenpapier sowie Kartons. Nach seinem Tod im Jahre 1893 übernahmen zunächst die Söhne Heinrich und Guido aus Offingen die Geschäftsführung, wogegen der Sohn Felix Hermann Maria aus dem Unternehmen ausstieg und sich mit seiner neuen Firma Felix Schoeller jr. für die Produktion von Fotopapier auf Burg Gretesch in Osnabrück selbstständig machte. Felix Heinrich Schoellers Stammwerk in Düren wurde in die Reflexpapier Felix Heinrich Schoeller GmbH umfirmiert, blieb aber noch bis 1965 in Familienbesitz und floss dann als M-real Zanders Reflex in das Unternehmen M-real Zanders GmbH in Bergisch Gladbach ein. 2012 wurde das Unternehmen an die Hahnemühle FineArt GmbH verkauft und firmiert seit dem unter Reflex.
Neben seinem unternehmerischen Engagement erkannte Felix Heinrich Schoeller zusammen mit anderen Unternehmern die Bedeutung der Straßenbahn für die Entwicklung der Industrie. Unter seiner Führung bildete sich daraufhin 1888 ein achtköpfiger Gründungsausschuss zum Bau und Betrieb einer Dampfstraßenbahn für den Güterverkehr von Düren nach Birkesdorf sowie eine Bahnverbindung für die Personenbeförderung über die Eisenbahnstraße, Wirtelstraße, Markt-, Obertor- zur Nideggener Straße und als Pferdebahn von der Nideggener Straße bis Birkesdorf. Am 2. Dezember 1881 wurde ihm schließlich vom Aachener Regierungspräsidenten Otto von Hoffmann die beantragte Konzession für die Dürener Eisenbahn AG unter Vorbehalt der Rentabilität zunächst für 25 Jahre erteilt.
In der Folgezeit wählte man Felix Heinrich Schoeller zum Vorsitzenden des neu eingerichteten Aufsichtsrates, dem in den nächsten Jahrzehnten weiterhin ständig Angehörige der Familie Schoeller angehörten. Er bekleidete dieses Amt bis zu seinem Lebensende, gefolgt von seinem Sohn Heinrich. Felix Heinrich Schoeller fand seine letzte Ruhestätte auf dem Evangelischen Friedhof Düren.

## Familie

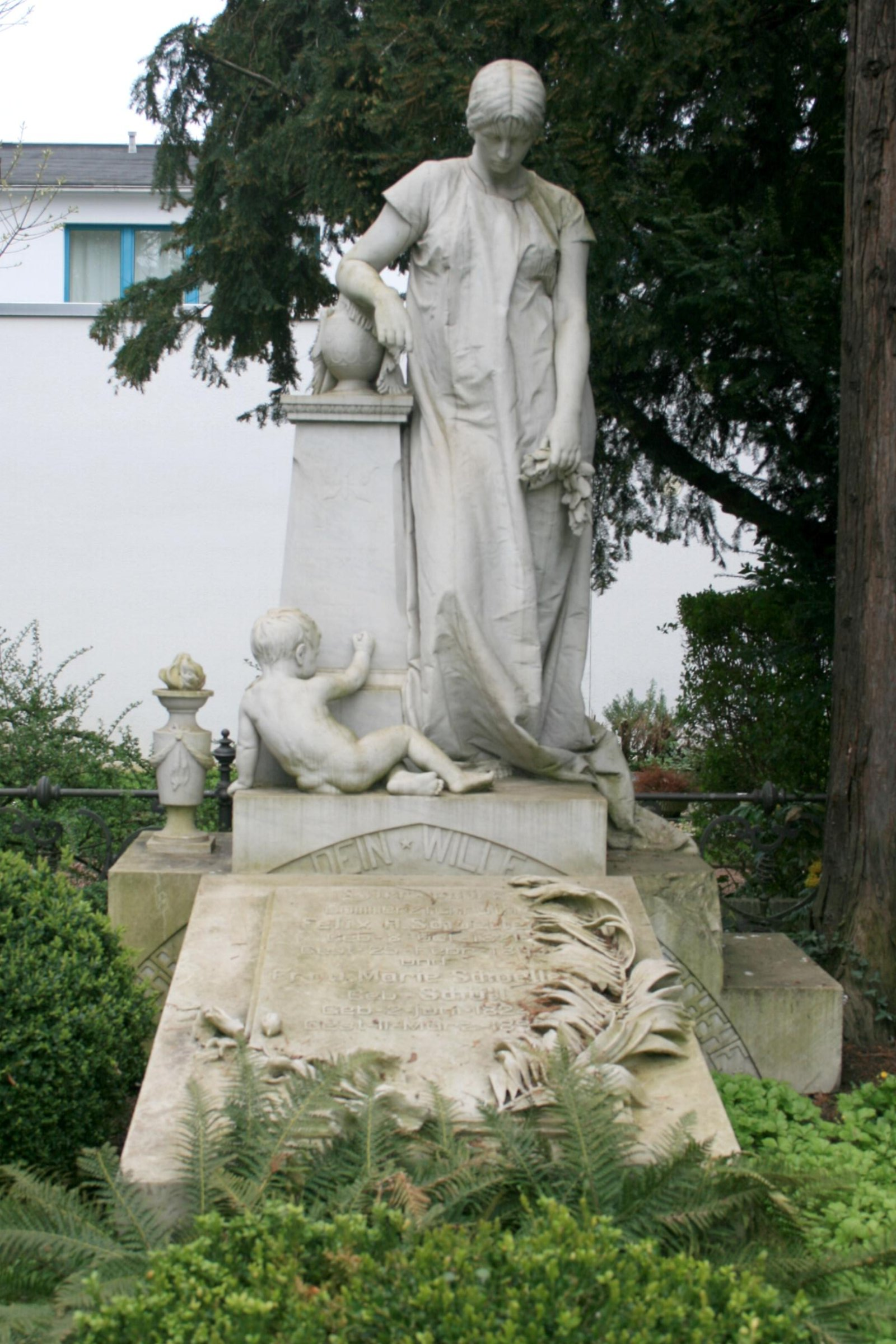
Grabmal Felix Heinrich Schoeller von Joseph Uphues

Felix Heinrich Schoeller war verheiratet mit Maria Apollonia Sibylla Schüll (1824–1895), mit der er je sechs Söhne und Töchter hatte. Neben seinen bereits erwähnten Söhnen trat noch besonders seine Tochter Anna (1839–1911) in Erscheinung, die den Geheimen Kommerzienrat und Leiter des Teppichkontors und späteren Anker-Teppichboden-Fabrik, Philipp (Nikolaus Ludwig) Schoeller (1833–1904), Sohn des Firmengründers Leopold Schoeller geheiratet hatte. Durch eine bedeutende Finanz- und Grundstücksspende des Ehepaares konnte 1899 eine Blinden- und Senioreneinrichtung in Düren erbaut werden, die daraufhin den Namen Anna Schoeller-Haus erhielt.
Felix Heinrich Schoeller fand seine letzte Ruhestätte auf dem evangelischen Friedhof in Düren.